# Scott Sports
Scott Sports er en schweizisk producent af blandt andet cykler og udstyr til vintersport. Selskabet blev grundlagt i 1958.
Scott sponserer også professionelle cykelhold, som blandt andet Orica-Scott.